# Вовнизький поріг
48°7′48″ пн. ш. 35°5′50″ сх. д. / 48.13000° пн. ш. 35.09722° сх. д.
Во́внизький порі́г (лоцмани називали його Онук) — шостий з дніпровських порогів, знаходився на відстані 13,5 верст від попереднього, Ненаситецького порогу, і на 3,5 верстви нижче острова Великого Дубового.

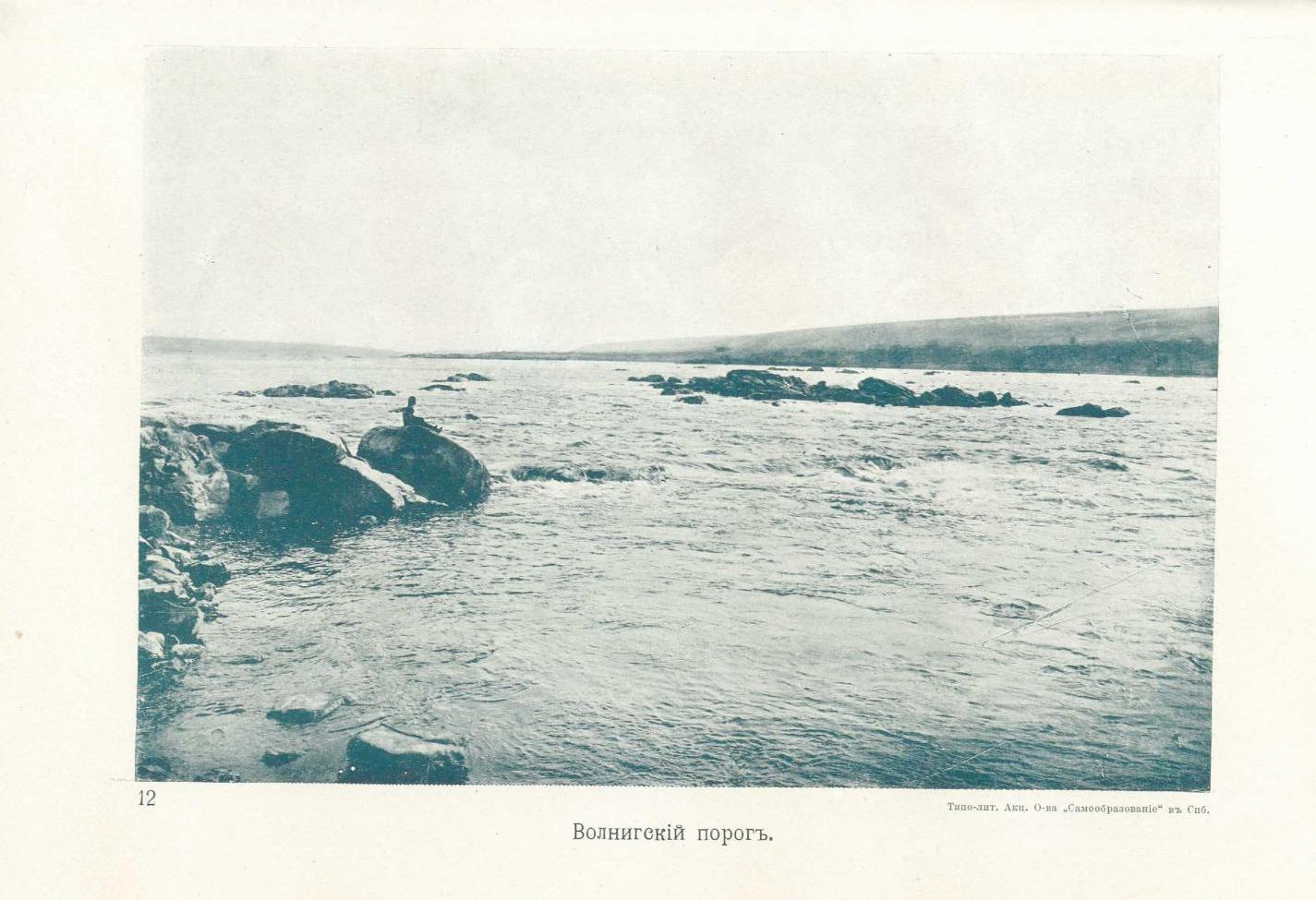
Вовнизький поріг

Другий за розмірами серед порогів (після Ненаситецького). Довжина — 315 сажнів (672,21 метри), падіння води — 1,14 сажнів. Фарватер річки вище порога — 8, нижче порога — 7 футів.
Поріг мав чотири лави — Близнюки, Плоська, Гроза та Помийниця, мав канал з накиданого каменю 426 метрів довжиною.
На погоду часто перегукувався з Ненаситецьким порогом. Дмитро Яворницький писав: «Ось реве, шумить, гуде, струшує землю Дід-поріг; коли це зразу тиць, і обірвавсь та аж глухо застогнав. Тоді починає Внук-поріг: реве, шумить, гуде, коли ось і цей зразу тиць, і обірвавсь та аж глухо застогнав. І знов Дід-поріг, а після нього знов Внук-поріг».
Найнебезпечніша в ньому була велика скеля Гроза, на якій судна і плоти часто розбивалися.
Перед Вовнизьким порогом ліворуч стояв камінь-острівець Перейма, біля самого порогу — острівець Полтавка. Між Полтавкою та лівим берегом річки була протока, так звана Розчистка. З правого боку Дніпра йшли балки Легкого та Гайбеєва, а проти самого порога виходить до берега село Вовніги. 
У 1784 році урочище з селом було подароване графові Петру Рум'янцеву, від якого потім перейшло до Милорадовича.
Нині поріг затоплений водами Дніпровського водосховища.